# 수지 파커

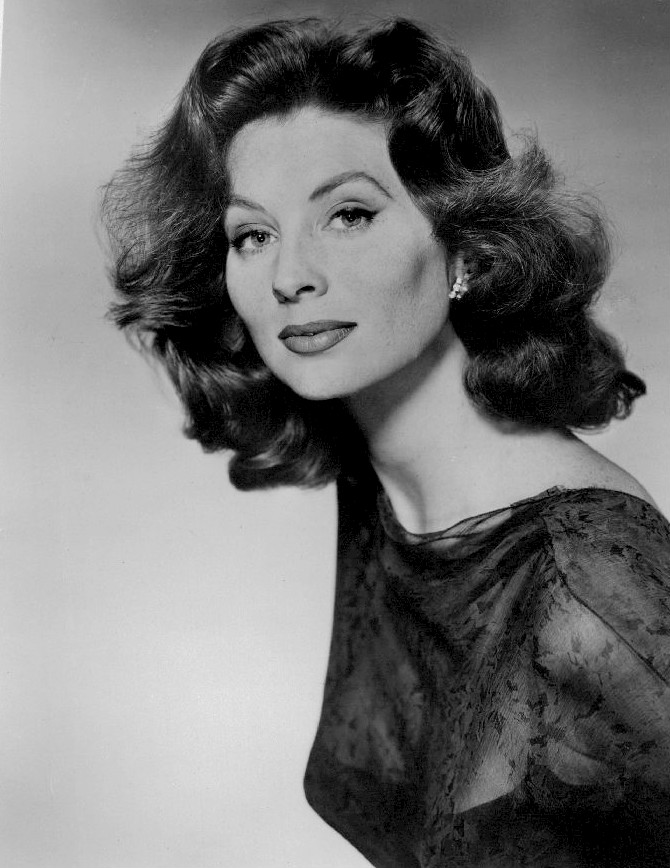

수지 파커(Cecilia Ann Renee Parker, 1932년 10월 28일 ~ 2003년 5월 3일)는 미국의 모델, 텔레비전 배우, 영화배우이다.
샌안토니오에서 태어났으며 몬테시토에서 사망하였다. 사인은 관절염이다.

## 영화
- 플라이트 프럼 이사야 (1964년)
- 화니 페이스 (1957년)